# At Home with Cybill
At Home with Cybill ist ein Jazzalbum von Cybill Shepherd. Die wohl um 2004 entstandenen Aufnahmen erschienen 2004 auf dem Eigenlabel River Siren Productions.

## Hintergrund
Beginnend mit Cybill Does It... ...To Cole Porter nahm die Schauspielerin Cybill Shepherd auch eine Reihe von Alben auf. Ihr Repertoire ist eine Mischung aus Standards, Blues, Rockmusik und Balladen. Beim Singen folge Cybill Shepherd dem Fred-Astaire-Ansatz, urteilte Bruce Eder über ihren Gesang auf dem Album Mad About the Boy von 1976. „Sie leugnet nicht, dass ihr Stimmumfang begrenzt ist, sondern arbeitet sorgfältig innerhalb dieses Stimmumfangs und nutzt diese Einschränkungen sogar zu ihrem Vorteil“. Auf ihrem bislang letzten Album von 2004 interpretierte Shepherd neben neueren Material eine Reihe von Liedern des Great American Songbook und Jazzstandards wie „Someone to Watch Over Me“, „Sophisticated Lady“, „My Romance“, „I Could Write a Book“ und „Begin the Beguine“. Das Album enthielt außerdem eine CD-ROM mit Werbematerial sowie Versionen von „Menopause Blues“ und eine zweite Version von „Graceland Revisited“.

## Titelliste
- Cybill Shepherd: At Home With Cybill (River Siren Productions – RSM-003-2)[2]

1. I've Learned a Lot About the Blues (Shirley Eikhard) 3:24
2. My Romance (Rodgers & Hart) 3:22
3. Sophisticated Lady (Duke Ellington, Irving Mills, Mitchell Parish) 2:16
4. I Could Write a Book (Rodgers & Hart) 2:32
5. You Took Advantage of Me (Rodgers & Hart) 3:35
6. Someone to Watch Over Me (George & Ira Gershwin) 3:12
7. Begin the Beguine (Cole Porter) 4:28
8. Fields of Gold (Sting) 4:02
9. Graceland Revisited (Cybill Shepherd, Tom Adams) 4:20
10. Why Don't We Run Away (Byron Sommers, David Zippel) 2:27
11. If I Had My Way (Shirley Eikhard) 4:02
12. The Child in Me Again (Pamela Anne Dinerman) 3:07
13. I Have Dreamed (Rodgers & Hammerstein) 3:51
14. All of Me (Gerald Marks, Seymour B. Simons) 1:12

## Rezeption

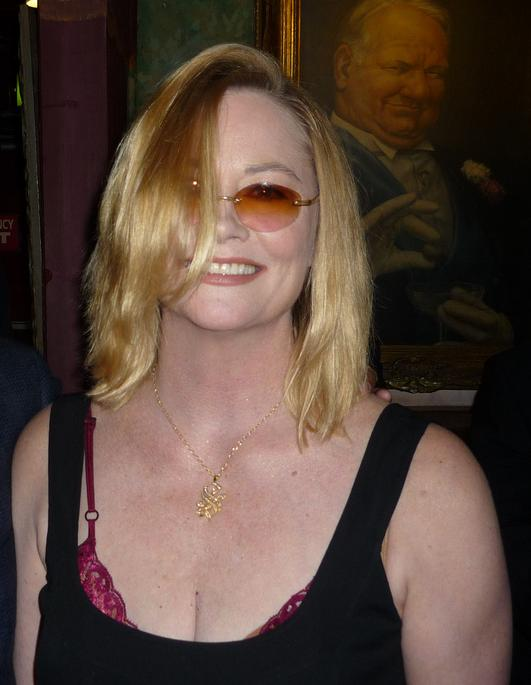
Cybill Shepherd im The Magic Castle in Hollywood, 2010

Scott Yanow verlieh dem Album in Allmusic dreieinhalb Sterne und schrieb, Cybill Shepherd habe eine schöne Stimme und einen unkomplizierten Vortrag; dabei drücke sie Wärme und Verständnis für die Texte aus, die sie interpretiert. Obwohl sie kein großer Improvisator sei, gelänge es ihr leicht zu swingen und bei diesen 14 Songs gute Arbeit zu leisten. Begleitet vom Pianisten Tom Adams brilliere Shepherd auf den altbewährten Standards von ihrer besten Seite. Hervorhebenswert seien ihre Versionen von „My Romance“, „You Took Advantage of Me“, „Begin the Beguine“ und „All of Me“.
Kritischer äußerte sich Christopher Loudon; in seiner Rezension in JazzTimes gab er Cybill Shepherd lediglich Punkte für ihre Konstanz. Sie habe schon in ihren „Moonlighting“-Tagen nicht wirklich singen gekonnt (obwohl sie oft genug versucht habe, das Gegenteil zu beweisen) und könne mit den Songs, die das im Allgemeinen schreckliche Album „At Home with …“ füllen, immer noch nicht annähernd etwas Interessantes bieten. Shepherd würde wie eine überreife Dinah Shore klingen und auf ahnungslose Opfer wie „My Romance“, „I Could Write a Book“, „Sophisticated Lady“ und „Begin the Beguine“ eindreschen, wobei ihre zarten Gefühle blutig und verletzt zurückbleiben. Doch dann, gerade wenn man kurz davor steht, die Platte als Frisbee einzusetzen, mildere sie die anstrengende Theatralik, gebe ihren „I-wanna-be-Ella“-Habitus auf und lasse mit einer Version von Stings „Fields of Gold“ los, die geradezu unterhaltsam sei. Wenn Shepherd bereit wäre, den Jazz-Diva-Vorwand beiseite zu legen und ihre einigermaßen angenehme Stimme mit ein paar der guten alten Country-Melodien zu verbinden, mit denen sie aufgewachsen ist, hätte sie vielleicht etwas, das es wert wäre, gehört zu werden.